# Sant Feliu d'Alòs de Balaguer
Sant Feliu d'Alòs de Balaguer és una església amb elements romànics i barrocs d'Alòs de Balaguer (Noguera) inclosa a l'Inventari del Patrimoni Arquitectònic de Catalunya.

## Descripció
L'església parroquial de Sant Feliu d'Alòs està ubicada al centre d'Alòs de Balaguer. Es tracta d'un edifici aïllat que té l'antiga rectoria adossada vers l'oest i un petit parc enjardinat.
La façana principal actual, al nord, té un escàs interès arquitectònic. Compta amb una porta moderna o molt restaurada adovellada amb arc de mig punt. Per sobre està coronada pel campanar, una torre de dos cossos, l'inferior de base quadrangular i el superior de base octogonal a l'exterior i quadrangular a l'interior
Es tracta d'una església orientada al sud, d'una nau amb capelles a banda i banda, de menys alçada. La nau central i el creuer estan coberts per volta de canó i els braços del creuer amb volta d'aresta. L'absis s'obre a la nau amb un arc de triomf de mig punt. Hi ha una sagristia amb sostre pla i, al costat de l'epístola, una capella amb volta de canó. El cor d'obra està situat als peus. Als murs interiors de la nau hi ha pilastres adossades. Al costat de l'evangeli hi ha el campanar. Als peus de l'església hi ha una connexió amb la casa del costat, l'antiga rectoria. A l'interior hi ha dos retaules gòtics de pedra policromada dels segles XIV-XV. El que fa de retaule major conserva millor la policromia.
L'aparell de l'edifici és heterogeni, amb carreus grans i ben escairats en trams inferiors de l'exterior de l'absis, mentre que en d'altres punts l'aparell és menys regular. La teulada, a doble vessant, està coberta amb teula àrab.

## Història
L'església de Sant Feliu apareix citada l'any 1040 en l'acta de consagració del monestir de Sant Serni de Tavèrnoles com a possessió del cenobi. L'any 1057 fou consagrada pel bisbe d'Urgell Guillem Guifré en honor de Sant Feliu, Sant Joan i Sant Pere i fou dotada, per part dels homes del castell d'Alòs, amb diversos alous alhora que es confirmaren els que ja posseïa amb anterioritat. El 25 de maig de 1068, Arsenda, muller d'Arnau Mir de Tost, va deixar a l'església en testament una capa de tirenz (brocat). Sant Feliu torna a aparèixer diverses vegades en la documentació com a beneficiari de donacions. L'església actual no reflecteix arquitectònicament el seu passat medieval perquè fou modificat en època moderna dins l'estil barroc.